# Bhakti Marga
Bhakti Marga (sanskr. ścieżka oddania Bogu) – stowarzyszenie duchowe założone w 2004 roku w Niemczech z inspiracji Sri Swamiego Vishwanandy. Obecnie organizacja obejmuje swoim działaniem kraje na wszystkich kontynentach.
Celem organizacji jest szerzenie misji wyznaczonej przez Sri Swamiego Vishwanandę, tj. otwarcie ludzkich serc na bhakti, pomaganie ludziom w odnalezieniu kontaktu z własnym wnętrzem i wewnętrzną boskością, oraz pomaganie innym w przejawieniu miłości i spokoju w życiu. 
Swami Vishwananda oraz Bhakti Marga prowadzą działalność charytatywną Miracle of Giving.